# Małżeństwo osób tej samej płci w Austrii
     Małżeństwo
     Rejestrowany związek partnerski
     Konkubinat
     Konstytucja definiuje małżeństwo jako związek kobiety i mężczyzny
     Związki jednopłciowe nieuznawane

Status prawny związków osób tej samej płci w Europie:
Małżeństwo
Rejestrowany związek partnerski
Konkubinat
Konstytucja definiuje małżeństwo jako związek kobiety i mężczyzny
Związki jednopłciowe nieuznawane

Małżeństwa osób tej samej płci są legalne w Austrii od 1 stycznia 2019 . Uznanie legalności małżeństw osób tej samej płci wynika z wyroku austriackiego Trybunału Konstytucyjnego z 4 grudnia 2017, który uznał, że zakaz ślubu pomiędzy osobami tej samej płci jest przejawem niezgodnej z konstytucją dyskryminacji .  
Wyrok był niezgodny z poglądami partii wchodzących w rządzącą wówczas koalicję Austriackiej Partii Ludowej (ÖVP) i Wolnościowej Partii Austrii (FPÖ) . Sebastian Kurz, lider ÖVP, stwierdził jednak, że podporządkuje się decyzji Trybunału . Rzecznik FPÖ skrytykował decyzje . Wyrok wzbudził także krytykę kościoła katolickiego . 